# Château de Kumamoto
Le château de Kumamoto (熊本城, Kumamoto-jō) est un château en hauteur situé à Kumamoto dans la préfecture du même nom au Japon. C'était un grand château extrêmement bien fortifié. Le tenshu (donjon) a été partiellement rénové en 1960 mais les plus anciennes poutres de bois ont été laissées sur place. Il est considéré comme un des trois plus beaux châteaux du Japon, avec le château de Himeji et le château de Matsumoto. Treize structures de l'ensemble du château ont été désignées « biens culturels importants ».

## Histoire
L'histoire du château de Kumamoto remonte à 1467 quand Ideta Hidenobu en édifia les fortifications. Ces fortifications furent développées en 1496 par Kanokogi Chikakazu.
En 1588, Kiyomasa Katō arrive en tant que seigneur féodal dans ce qui était encore l'ébauche du château de Kumamoto. À partir de 1599, il commence les travaux d'agrandissement du château de sur le plateau de Chausuyama. De 1601 à 1607, il agrandit considérablement le château, le transformant en un complexe gigantesque.
Le clan Kato est démis du pouvoir en 1632 et Hosokawa Tadatoshi reprend le domaine Higo.
Tadatoshi invite le maître bushi Musashi Miyamoto à Higo en 1640 et lui donne une résidence dans l'une des dépendances du château, dans l'actuel quartier Chibajo-machi de Kumamoto.
Le château fut assiégé en 1877 durant la rébellion de Satsuma et bien que les troupes gouvernementales aient été en mesure de résister à un siège de 2 mois et de finalement repousser les rebelles, plusieurs parties clés du château ont été endommagées au cours de l’attaque : le donjon ainsi que d'autres parties du château furent détruits par le feu,.
Certains bâtiments furent ensuite endommagés par le séisme du mont Kinbo, en 1899.

## Les différents bâtiments
Le château lui-même, constitué de 3 grandes tours : La tour du château, plus petite, construite quelque temps après la double tour du donjon, avait plusieurs installations dont un puits intérieur et une cuisine.
L'enceinte -d'une circonférence de 9km- comprenait quarante-neuf yagura (poivrières, dix-huit portes de poivrières et vingt-neuf portails. L'ensemble du complexe occupe une superficie d'environ 98 000 m2. L'ensemble du château  mesure environ 1,6 km d'est en ouest et 1,2 km du nord au sud. Le tenshu fait quant à lui 30,3 m de haut.
Son mur d’enceinte en pierre ainsi que ses bâtiments ont été édifiés selon des techniques ancestrales, permettant à toute construction d’épouser la pente naturelle du terrain.
Le matériau utilisé pour la construction de château constitue une autre de ses caractéristiques uniques : du bois sombre teinté de suie de pin et de plaquemine pour éloigner les insectes en été et résister aux changements saisonniers.

### Le donjon du château
La tour principale du château de Kumamoto, construite en bois, a été détruite par un incendie en 1877 au cours de la guerre civile. Cependant, elle a été remplacée par une réplique en béton en 1960, une reproduction de la structure d’origine. Constitué de 2 tours interconnectées, l’édifice accueille désormais un musée.

### Muraille du château de Kumamoto
Les murs en pierre du château de Kumamoto – Photo : 663highland sous CC

### Le palais Honmaru Goten
Le palais Honmaru Goten fut achevé en 1610. Les décorations les plus impressionnantes du château peuvent être trouvées dans ce palais. Le palais a également été détruit au cours de la rébellion de Satsuma mais a été reconstruit en 2008 pour l’anniversaire des 400 ans du château (voir les détails plus bas).

#### Shokonnoma
La pièce la plus somptueuse est le Shokonnoma. La plupart des surfaces sont recouvertes de feuilles d’or et la pièce compte une collection de peintures du célèbre artiste japonais Kotonobu Kano.

#### Ohiroma du palais
Un autre élément unique du palais Honmaru Goten est la « salle de réception du seigneur », une série de pièces aux portes coulissantes pouvant être transformées en une seule pièce de plus grande taille.
Bien que les visiteurs ne puissent pas accéder à la salle elle-même, elle peut être observée depuis le Ohiroma-engawa, un couloir longeant cet espace et offrant une vue sur la cour intérieure du château.

### La tour Uto
Située à l’avant du château, la tour Uto-yagura (yagura signifie « tour » ou « tourelle » en japonais) est l’un des rares édifices du château ayant survécu au siège de 1877 en restant intacte. La structure actuelle remonte donc à l’époque d’Edo et à la date de la première construction du château. Par conséquent, elle a été désignée comme un bien culturel important au Japon.

### Le parc Ni-no-maru
Vaste jardin du château, il sert de point de départ à la visite guidée du château. Il accueille le musée préfectoral d’art de Kumamoto et constitue un endroit idéal pour observer la floraison des cerisiers au printemps (voir infra).
Dans le parc San-no-Maru proche se trouve le Hosokawa Gyobu-tei, l'ancienne résidence du clan Hosokawa, daimyo de la province de Higo durant la période Edo. Autour de cette maison traditionnelle en bois se trouve un agréable jardin japonais.

## Dispositifs de défense

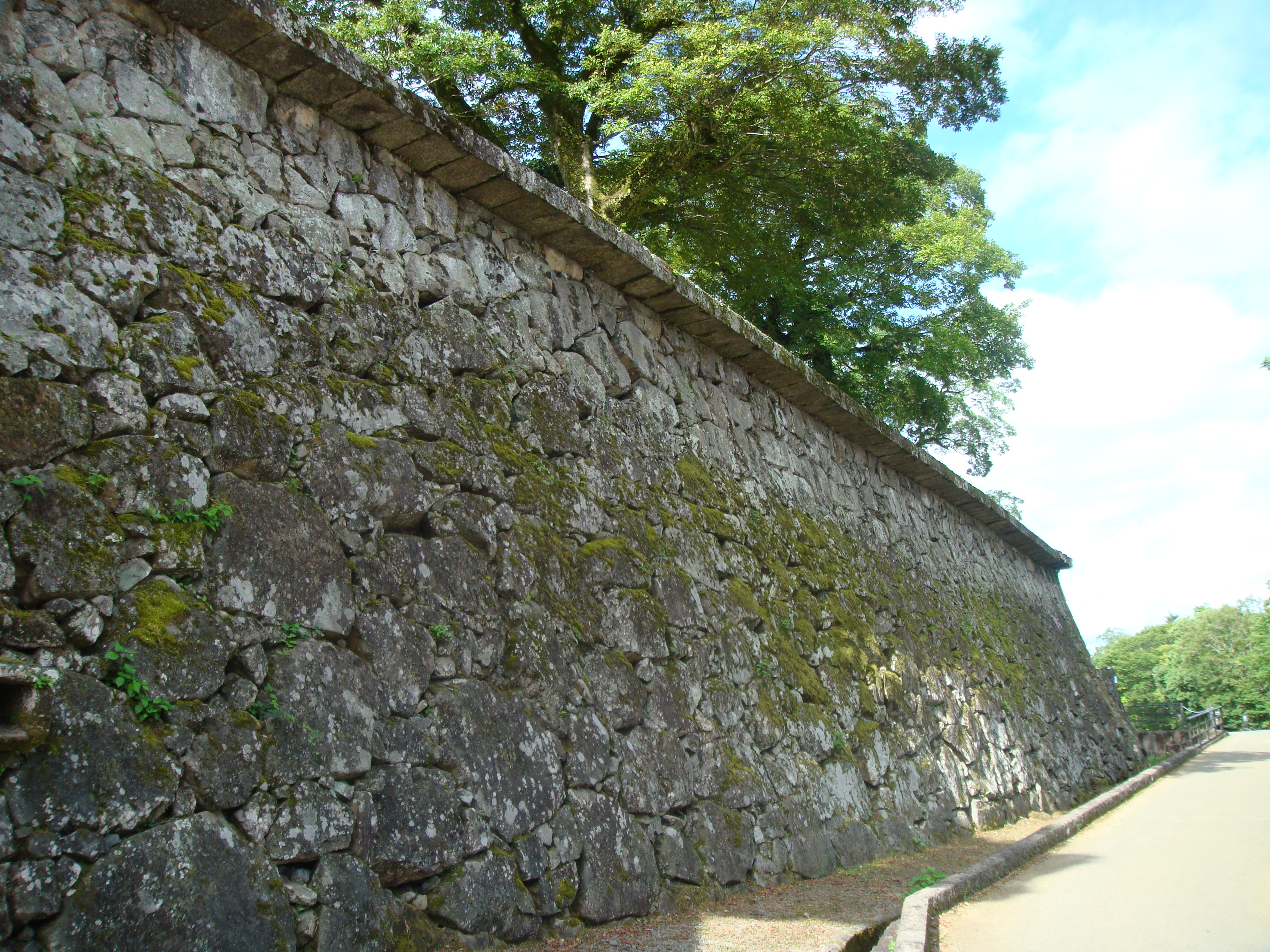
Mur "musha-gaeshi" du château Hitoyoshi, préfecture de Kumamoto

Les murs en pierre courbes, connus sous le nom de musha-gaeshi, ainsi que des surplombs en bois, étaient conçus pour empêcher les attaquants de pénétrer dans le château.
Ces murs en pierre sont l'une des caractéristiques du château de Kumamoto. Alors que le bas des murs du château semble facile à gravir, plus on monte, plus la pente devient raide et il devient impossible de grimper jusqu'au sommet. Non seulement les samouraïs lourdement blindés, mais même les ninjas légers n'ont pas réussi à escalader ces murs. C'est pourquoi on les appelle musha-gaeshi, ce qui se traduit par « répulsif pour guerriers ».
Quiconque réussissait à escalader les murs rencontrait alors le Shinobi gaeshi, un ensemble de longues brochettes métalliques sortant du haut des murs.
À l'intérieur du château, une large variété de défenses ont été installées pour repousser et ralentir tout intrus, des parquets rossignols, des marches cachées et des portes soudainement basses, ainsi qu'un ensemble presque labyrinthique d'entrées et de portes entourées de hauts murs avec une multitude de meurtrières et de grilles. pour pouvoir faire tomber des objets sur l'ennemi.
Enfin, pour anticiper les conditions d'un siège, Kato Kiyomasa qui était presque mort de faim pendant la guerre de Corée au Japon, en attendant des renforts disposa 120 puits situés dans le parc du château, utilisa des tatamis comestibles comme revêtement de sol et cacha une variété de réserves de nourriture séchée à l'intérieur des murs du château pour une utilisation d'urgence.

## Château aux noix de ginko
Dans le Tenshukaku Hiroba, la cour devant la tour principale, se trouve un ginkgo qui est à l'origine du surnom du château de Kumamoto, Ginnan-jo, qui signifie « château aux noix de ginkgo ». Cet arbre, ainsi qu'un autre ginkgo sur le terrain du sanctuaire de Kato, auraient été plantés par Kato Kiyomasa lui-même. Cependant, en 1877, juste avant la rébellion de Satsuma, lorsque la tour principale et le palais Honmaru Goten furent détruits par un incendie, ce ginkgo brûla également. Le ginkgo actuel est issu d’un semis planté après l’incendie.

## Restaurations
En 1960, le donjon a été reconstruit en béton. De 1998 à 2008, l'ensemble du château a bénéficié de travaux de restauration durant lesquels la plupart des structures du XVIIe siècle ont été reconstruites.
Pour commémorer le 400e anniversaire de sa construction, la restauration de la grande salle Honmaru Goten a été achevée. En prenant des indices à partir d'illustrations et de documents découverts de la période Edo (1603-1868), ainsi que de photographies prises au début de la période Meiji (1868-1912), la Grande Salle Honmaru a pu être restaurée dans son état de la période Edo.
À l'intérieur du Honmaru Goten, la pièce la plus formelle serait Shokun-no-Ma. Sur les murs et les portes coulissantes, est représentée l'histoire tragique de Wang Zhaojun (Oshokun en japonais), une beauté qui vivait en Chine sous l'ancienne dynastie Han. Il existe une théorie selon laquelle Kato Kiyomasa aurait préparé cette salle pour accueillir Hideyori, le fils orphelin du shogun Toyotomi Hideyoshi. La pièce a été nommée Oshokun-no-Ma, en référence à la princesse dont l'histoire se retrouve sur les murs de la pièce.
En 2007, pour célébrer son 400e anniversaire, le château de Kumamoto a achevé une rénovation à grande échelle de l'intérieur du palais intérieur du daimyo. Une cérémonie publique pour fêter la rénovation s'est tenue le 20 avril 2008.

## Séisme de 2016 et reconstruction
Une grande partie de l’édifice, dont les toits et les murs en pierre, a été sérieusement endommagée par la meurtrière série de séismes qui avaient secoué la préfecture de Kumamoto du 14 au 16 avril 2016.

### Remplacement des statues
En mars 2018, quatre nouvelles statues ornant les deux tours principales du château sont venues remplacer celles détruites dans le séisme. Il s’agit de shachihoko, cette créature mythique, mi-dragon, mi-carpe, destinée à protéger l’édifice du feu. Véritable symbole du château de Kumamoto, elles ont été construites dans le même matériau que les tuiles. Les deux plus grandes mesurent près d’1,20 mètre et pèsent 100 kilos. Les plus petites, elles, mesurent 86 centimètres et pèsent 70 kilos. Leur construction, estimée à 25 millions de yens (187 000 euros), a été financée par la Nippon Foundation.

### Passerelle
Pour permettre aux visiteurs de découvrir le domaine du château au cours des travaux de restauration, une passerelle a été ouverte le 1er juin 2020.

### Restauration du palais et du donjon
Les travaux de restauration des donjons du château sont terminés et le 6 avril 2021, près de cinq ans jour pour jour après la catastrophe. Depuis le 26 avril 2021, les visites ont repris et l'on peut à nouveau admirer l’intérieur du donjon principal (tenshukaku) et du donjon secondaire, ainsi que les expositions permanentes.
Des mesures anti-secousse, comme des amortisseurs sismiques, ont été mises en œuvre et les travaux ont permis d'améliorer l’accessibilité pour les personnes à mobilité réduite.

### Des travaux jusqu'en 2036
Toutefois, de nombreux bâtiments et de larges parties des fortifications sont toujours fragiles ou détruites et en cours de restauration. 8 000 m2 de murs détruits (contre 2 700 m2 lors du séisme de 1889). Au total, un tiers des murs en pierres ont été endommagés, soit 23 500 m2 sur 79 000.
Les murs en pierre du château de Kumamoto font partie du patrimoine culturel protégé, aussi, chaque pierre doit être remise exactement au même endroit qu'avant les tremblements de terre. Cela signifie qu'avant que toute réparation puisse commencer, chaque pierre doit être cataloguée et analysée pour déterminer où elle se trouvait à l'origine. Les espaces ouverts autour du château sont maintenant utilisés comme lieux de stockage pour les 100 000 pièces de cet énorme puzzle.. Des travaux de réhabilitation pourraient prendre jusqu'à trente ans.
En raison des dégâts causés par le tremblement de terre, la grande salle Honmaru Goten n'est pas ouverte au public pour le moment.

### Financements
Le coût total de la restauration est estimé à 60 milliards de yen (environ 480 millions d’euros).
Entre 2016 et 2017, le château a reçu environ 6,8 millions d’euros, un élan de générosité que le monument doit notamment au soutien des autres châteaux japonais ; ainsi, les châteaux de Himeji, d’Osaka ou de Nagoya n’ont pas hésité à organiser des collectes dans les jours qui ont suivi le drame.
De même, les Japonais peuvent participer au financement de reconstruction en achetant une réplique en carton du château de Kumamoto à construire soi-même pour 2 000 yen (16 euros).

## Célébrations récurrentes
Divers événements sont organisés au château tout au long de l'année, avec de la danse, du théâtre, des tambours taiko, du yabusame, de la musique live et l'étonnant festival de lumière lorsque des milliers de lumières vacillantes en bambou décorent le parc du château.
Le château permet également d'admirer les célèbres cerisiers en fleurs du Japon. De fin mars à début avril, le château ouvre tard pour permettre l'observation nocturne des sakura et s’adonner au hanami. Les cerisiers y seraient au nombre de 800. On y trouve trois espèces différentes : les Yama zakura, les Higo zakura, ainsi que les Somei yoshino.

## Autre point notable
Le château est le point de départ de la Bungo Kaidō, route construite à l'époque d'Edo et menant vers la province de Bungo.

## Inscriptions et classement
En 1933, la tour Uto-Yagura et 12 autres tourelles sont désignées trésors nationaux, tandis que les murs de pierre et les douves sont désignés monuments historiques.
En 1950, le château de Kumamoto est rebaptisé trésor national en bien culturel important, puis, en 1955, site historique spécial.

## Galerie

Photographies anciennes
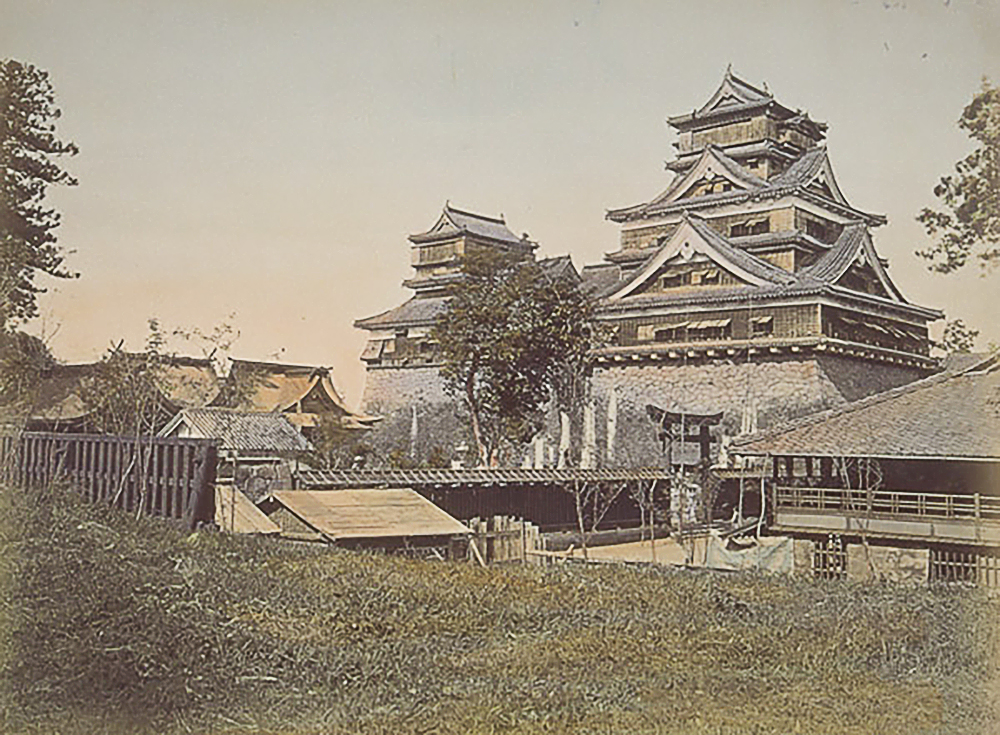
Le château en 1871-1874.
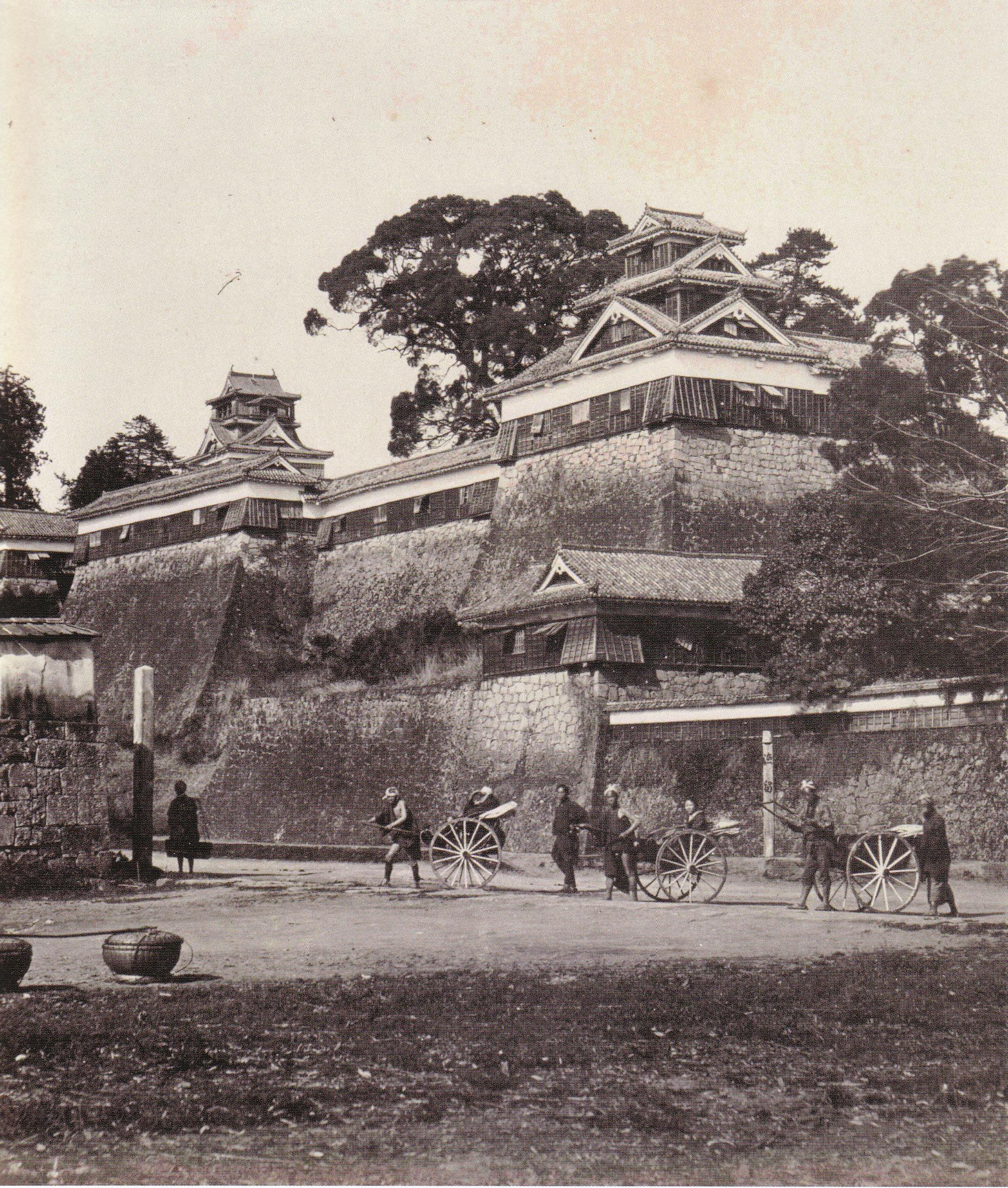
Le château en 1874.
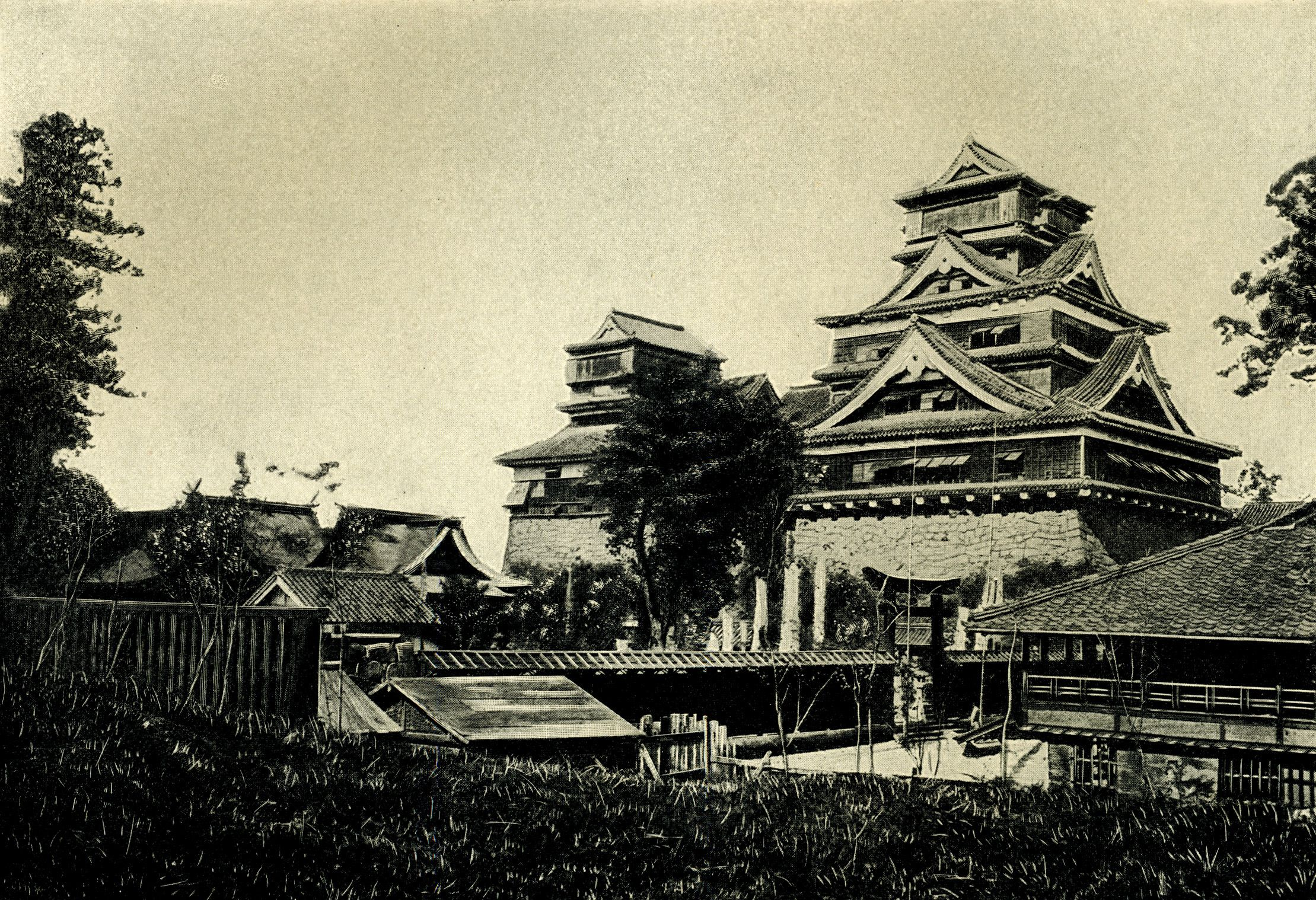
Le château avant 1902.
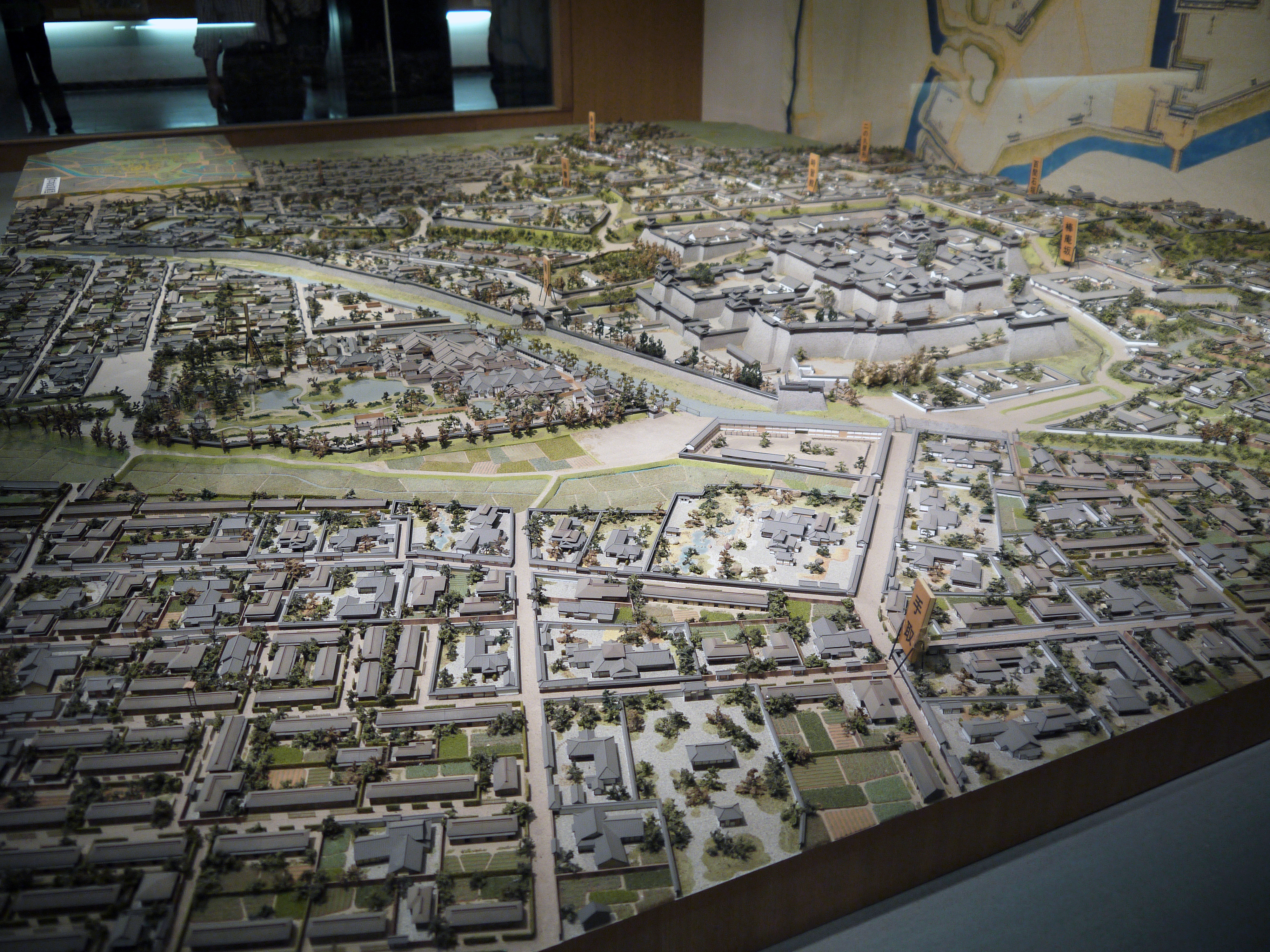
Maquette du château et de la ville durant la période d'Edo.

Aspect extérieur actuel
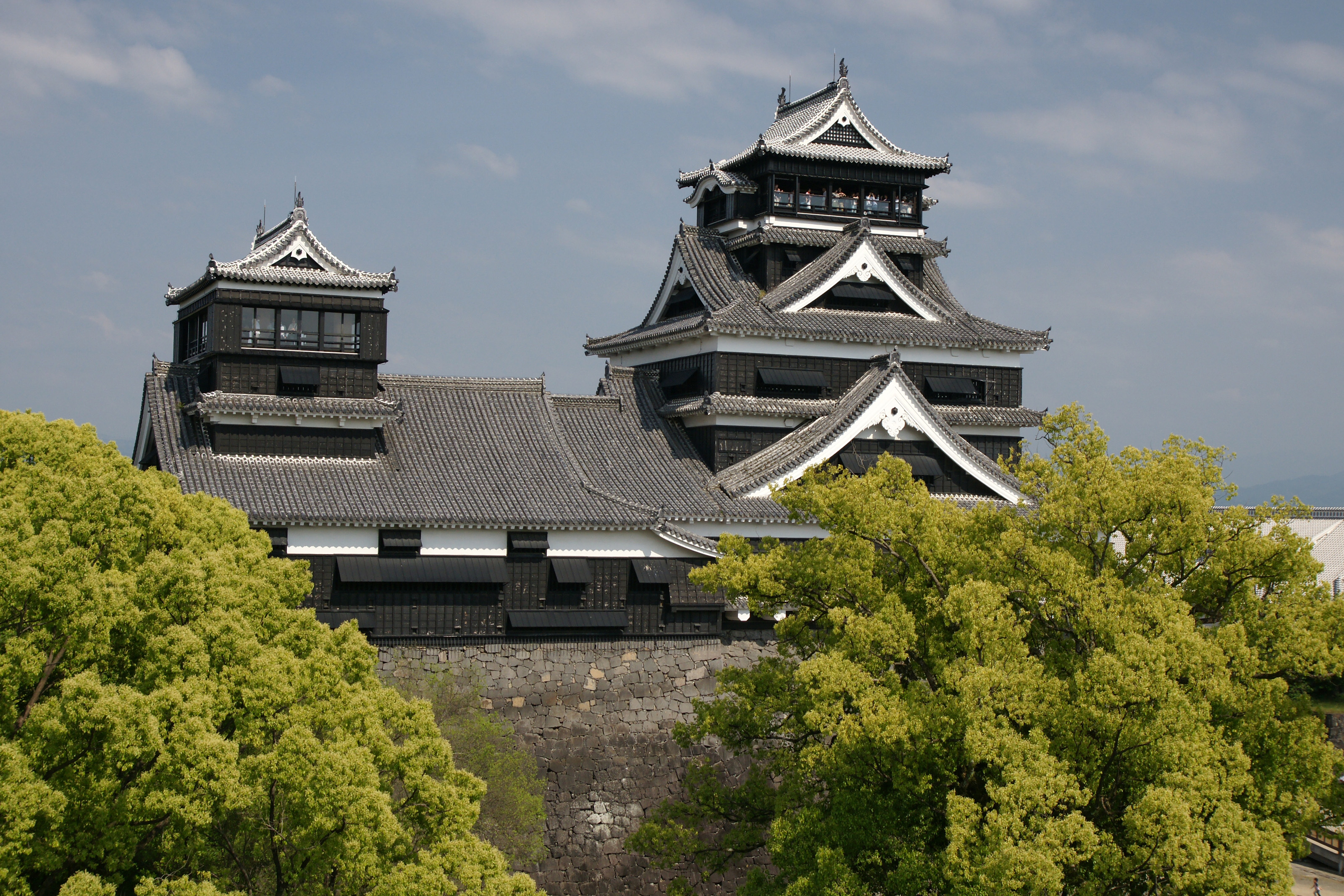
Vue du château de Kumamoto.
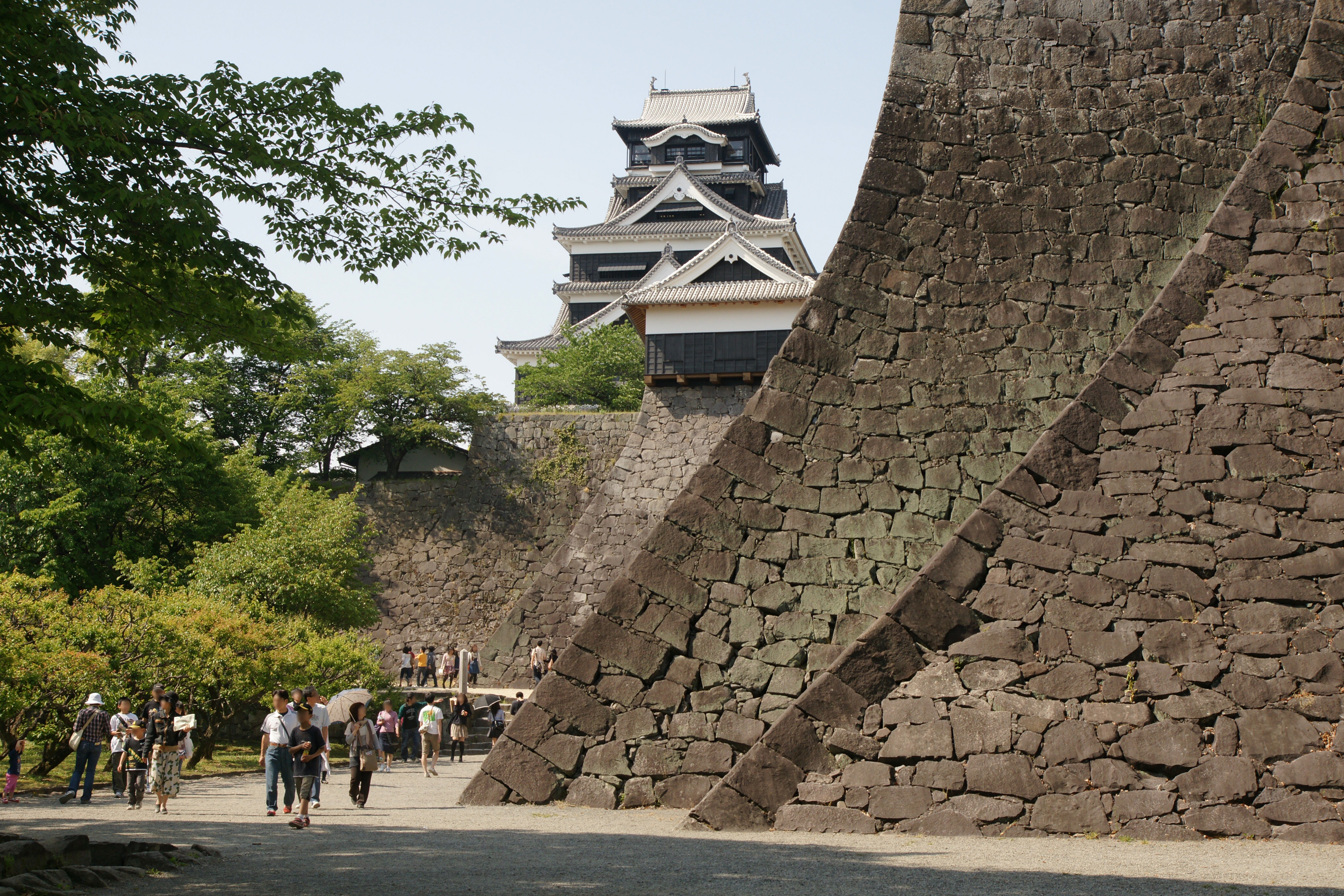
La muraille.
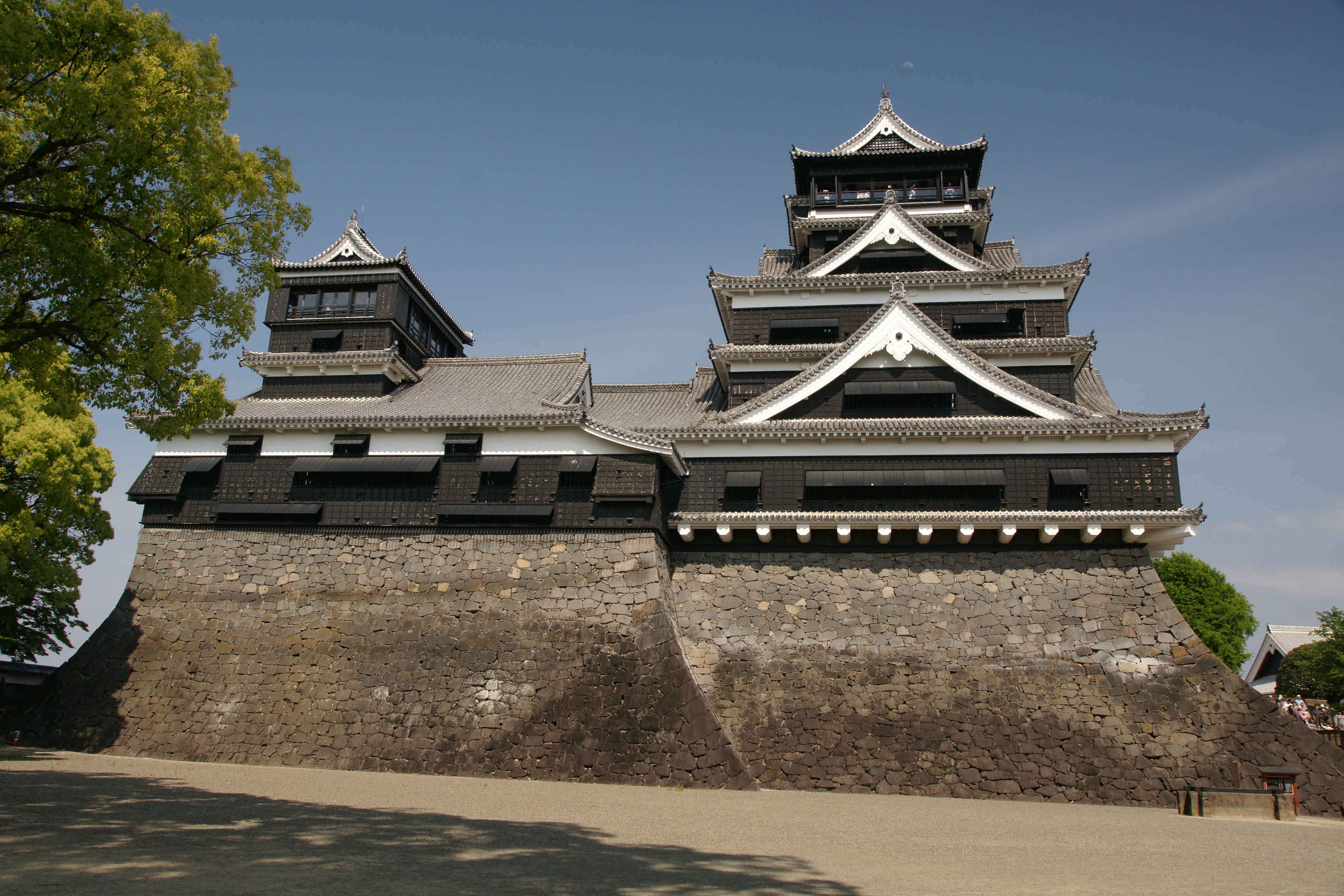
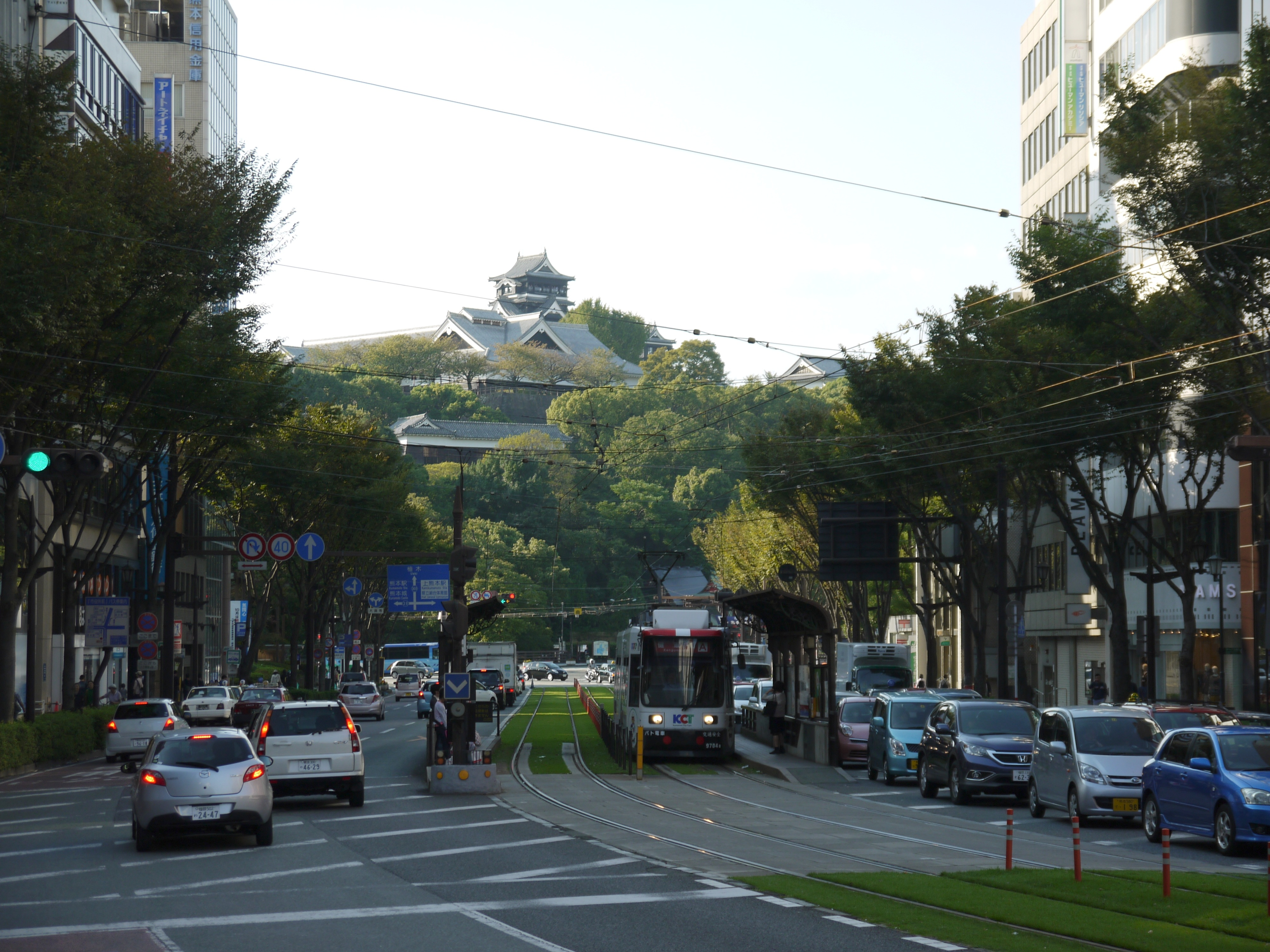
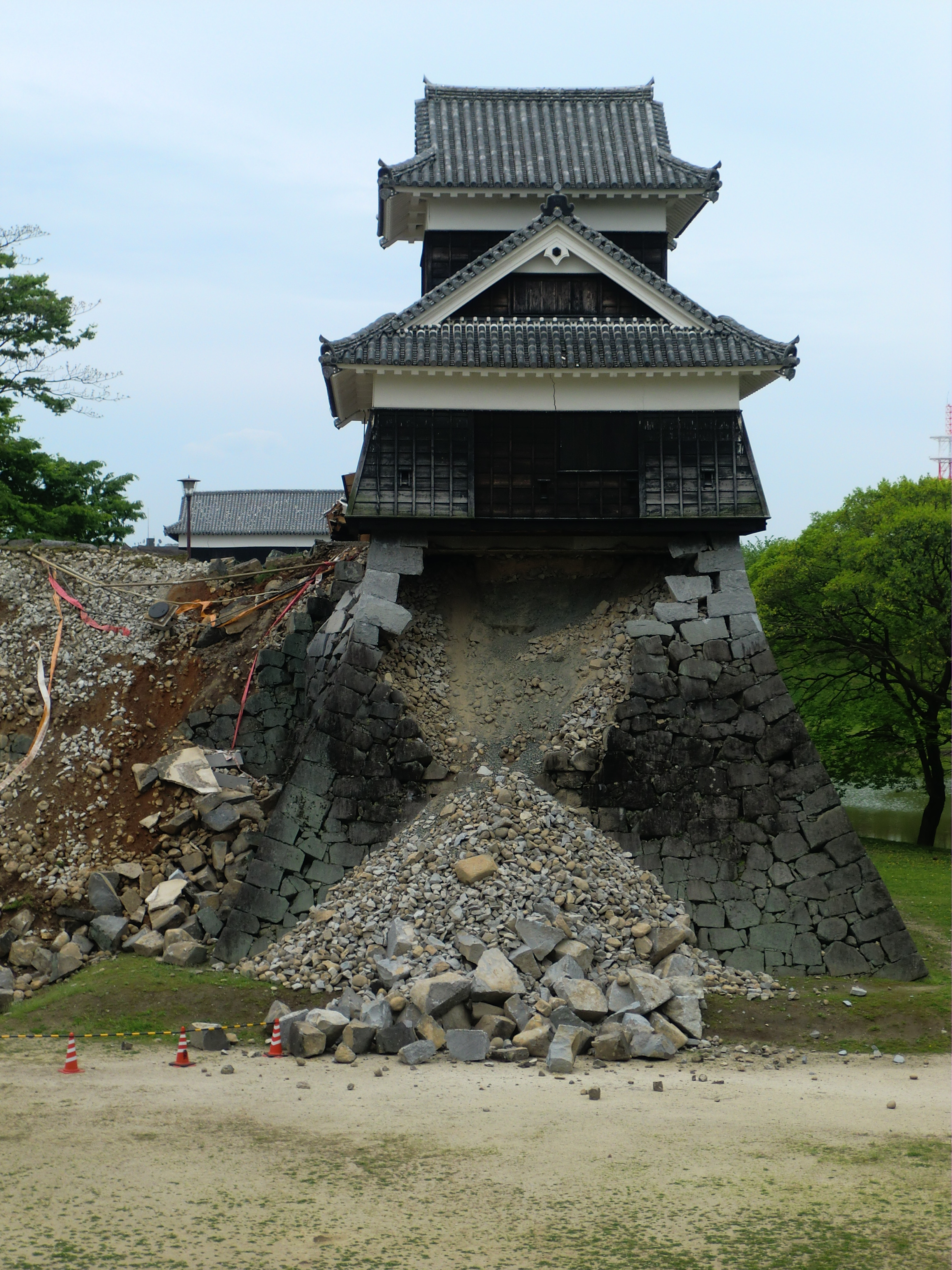
Dégâts provoqués par les séismes de 2016 de Kumamoto.